# イサキオス1世コムネノス
イサキオス1世コムネノス（ギリシア語：Ἰσαάκιος Αʹ Κομνηνός, Isaakios I Komnēnos, 1005年? - 1061年）は、東ローマ帝国の皇帝（在位：1057年 - 1059年）。中世ギリシア語では「イサアキオス1世コムニノス」となる。

## 生涯
アナトリアのパフラゴニア に多くの所領を持つ軍事貴族コムネノス家の出身。1057年、時の皇帝であったミカエル6世ストラティオティコスの文治政治に対し反乱を起こし、軍を率いて首都コンスタンティノポリスに進軍し、ミカエル6世を退位させて、自らが皇帝となった。
この頃、東ローマ帝国はコンスタンティノス9世モノマコスによる失政や相次ぐ内紛などで、財政は極度に悪化し、軍事力も弱体化の一途をたどっていた。このためイサキオス1世は、財政再建と軍備増強、皇帝権力の強化を目指し、バシレイオス2世を範とした断固たる統治を行なうようになる。まず、財政再建のために徴税を厳しく強化し、税を納めないものに対しては容赦ない処罰を加えた。さらにそれまでの歴代皇帝が教会や貴族層に譲渡または贈与した土地を全て無効として没収したのである。政治改革によって皇帝権力は強化され、財政も再建された。しかし元々アナトリアからの成り上がりの身であり、帝国首都の国民や貴族からは粗野な田舎者と見下されていたイサキオスは、貴族や教会から多くの反発を招いた。
さらにイサキオス1世は、教会の収入を減らされたことに反発した総主教のミカエル1世ケルラリオスを逮捕した。ところが、これがかえってさらに教会や国民、貴族などの反発を招き、イサキオス1世の改革は行き詰まった。1059年、ハンガリー王国とペチェネグ族との戦いに勝利し、ハンガリーと平和条約を結ぶことに成功したがその直後、狩りの最中に負った傷がもとで病に倒れた。一時は命が危ぶまれるほど病状が悪化したため、元老院議長で宮廷の実力者であった知識人ミカエル・プセルロスと弟のヨハネス・コムネノス、さらに皇后のアイカテリネー（最後のブルガリア皇帝イヴァン・ブラディスラフの娘）たちから説得を受けて退位し、元老院議員のコンスタンティノス・ドゥーカスへ譲位した。退位後は妻や娘と共に修道士となり、1061年に死去した。
ヨハネスの息子で甥のアレクシオス1世コムネノスは、後に皇帝となってコムネノス王朝を開いている。